# خانه گنبدی
خانه چوبی گنبدی شکل در اعماق جنگل‌های نیوپالتز در شمال نیو یورک قرار دارد. معمار آن پاتریک مارسیلی است و چوب آن توسط شرکت سولالیا تهیه شده است. این خانه در ۱۹۸۸ با نود درصد چوب توسط سازنده فرانسوی با سبک مدرن ساخته شده است.
خانه گنبدی شکل نمونه بارزی از معماری سبز است که از نظر زیست محیطی پاک است و اولین نمونه در نوع خود می‌باشد. اندیشه کلی خانه بر مبنای استفاده ازانرژی خورشیدی بوده و در  طراحی آن نقش مهمی دارد. طرح گنبد شکل آن کمترین فضا را روی زمین اشغال کرده است. و نیز در برابر ۸ ریشتر  زلزله مقاوم است.
طراحی این خانه از صدف ناتیلوس الهام گرفته است  که طرحی طومار مانند و پیچشی دارد. پله کان طومار مانند آن از چوب صنوبر ساخته شده که محکم وانعطاف پذیراست.
این ساختمان قابلیت چرخش ۳۰۰ درجه را در پنج دققیقه دارد و این باعث چرخیدن در زمستان و تابستان بر اساس استفاده از نور خورشید می‌شود. به طوری که در تابستان فضایی که دارای پنجره‌های بزرگتراست، پشت به خورشید قرار دارد و در زمستان برعکس و با انرژی بسیار ناچیزی حرکت می‌کند چون خانه ۴۰ تن وزن دارد و به آرامی حرکت می‌کند. به دلیل داشتن پنجره‌های بسیار بزرگی که تا سقف کشیده شده‌اند، نور طبیعی به راحتی به داخل ساختمان سرازیر می‌شود.
برای بام خانه از تخته‌های چوب سرو استفاده شده است که روغن آن مانع پوسیدگی می‌شود و آنرا از حشرات حفظ می‌کند که نوع ایده‌آلی برای بام سازی است.
این ساختمان دو طبقه است و دارای سه اتاق و دو حمام است و یک سالن دایره‌ای با پنجره‌های شیشه‌ای بزرگ که تا سقف رفته‌اند دارد و یک راه پله مرکزی به طبقه دوم   و اتاق خواب‌ها و بالکن راه دارد. برای کفپوش سالن پذیرایی از چوب بامبو استفاده شده که ماده نرم و لطیفی است و برای محیط زیست ضرری ندارد.
فضای کار آشپزخانه از فولاد ضد زنگ ساخته شده و سنگ روی کابینت‌ها آهکی است. فضاهای خصوصی و اتاق‌ها در پشت آشپزخانه پنهان شده‌اند. معمار آن به دلیل گنبد شکل بودن خانه هیچ فضایی را هدر نداده و از فضا نهایت استفاده برده شده. تمام فرم‌های درون خانه انحنا دارند.
همانطور که گفته شد این خانه از نظر زیست محیطی به طور کامل پاک است و هیچ نوع ماده سمی در مواد اولیه ساخت آن به کار نرفته است. خانه گنبدی شکل کاملأ در قلب طبیعت قرار دارد و هدف والای حفظ طبیعت را دنبال می‌کند.

## نقص‌های خانه گنبدی شکل
نقص این بنا به دامنه چرخش آن بر می‌گردد چرا که این بنا تنها توانایی  چرخش ۳۰۰ درجه را دارد .معماری حرکتی هوشمند نیست مگر آنکه حرکت نتیجه پردازش هوشمندانه باشد. این منزل مسکونی به وسیله کنترل دستی می‌چرخد. برای مثال اگر دارای حسگرهای هوشمند بود می‌توانست روبرو شدن خورشید با قسمت پنجره دار ساختمان را در تابستان تشخیص دهد و شروع به چرخش کند یا برعکس. معماری هوشمند جدید باید همه انواع کنش‌ها را که در ایفای نقش خود خوب عمل می‌کنند را داشته باشد.
یکی دیگر از نقص‌های این خانه گنبدی پلان دایره‌ای شکل آن است که مانع استفاده بهینه از تمام فضاهای آن می‌شود ومنحنی بودن دیوارها مانع استفاده از احجامی می‌شود که دارای زاویه ۹۰ درجه و دیواره‌های صاف و بدون انحناهستند، می‌شود.